# Gránulo denso

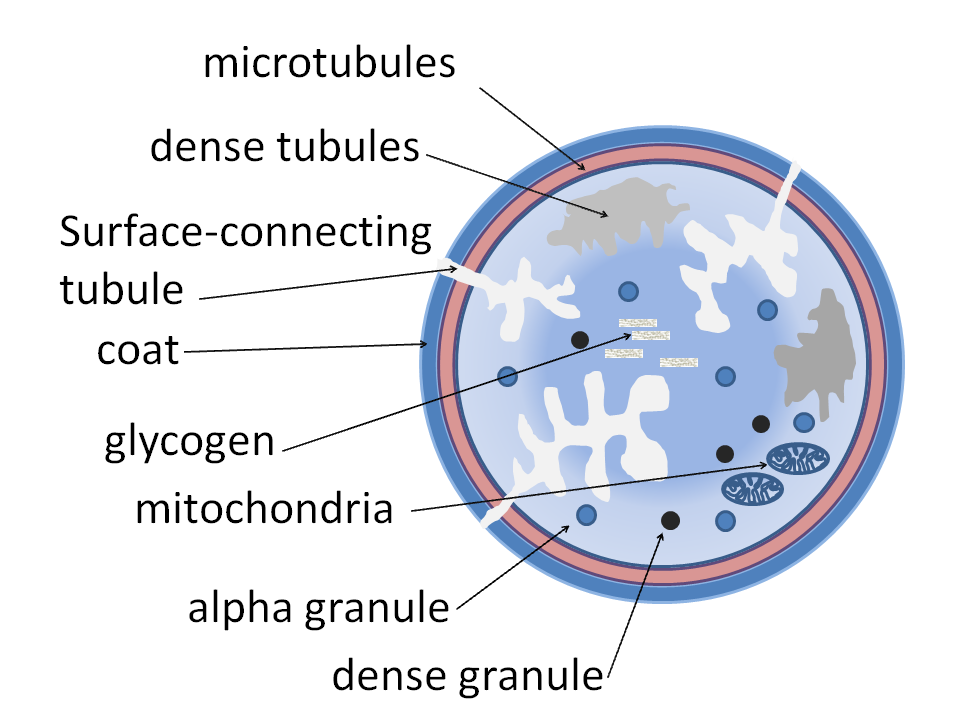
Célula, donde se observan sus organelos, entre ellos los gránulos densos

Los gránulos densos (llamados también cuerpos densos o gránulos delta) son organelos secretorios que se encuentran en varios tipos de células.
Las plaquetas del plasma sanguíneo contienen gránulos densos que contienen serotonina, ADP e iones de calcio necesarios para la cascada de la coagulación. La deficiencia de CD63 en las plaquetas se asocia con el síndrome de Hermansky-Pudlak Los gránulos densos pueden observarse en diferentes especies del género Entamoeba